# Lacinipolia uliginosa
Lacinipolia uliginosa là một loài bướm đêm trong họ Noctuidae.